# Mitochondriales rezessives Ataxiesyndrom
Das mitochondriale rezessive Ataxiesyndrom (MIRAS), in der englischsprachigen Fachliteratur auch als syndrome of mitochondrial spinocerebellar ataxia and epilepsy (MSCAE) bezeichnet, ist ein sehr seltenes neurologisches Krankheitsbild. Es kann den Mitochondriopathien, den hereditären Ataxien, dem Ataxie-Neuropathie-Spektrum und den POLG-assoziierten Erkrankungen zugeordnet werden. MIRAS wird autosomal-rezessiv vererbt und durch Mutationen im POLG-Gen verursacht. In Finnland ist MIRAS die häufigste im fortgeschrittenen Lebensalter (late-onset) vorkommende Ataxie.

## Ursache
Die Erkrankung wird durch Mutationen (homozygot oder compound-heterozygot) im POLG-Gen (Polymerase Gamma) verursacht. POLG codiert für die DNA-Polymerase Gamma und ist beim Menschen auf dem langen Arm von Chromosom 15 (15q24-q26) lokalisiert. Die Polymerase Gamma spielt eine wichtige Rolle bei der Replikation der mitochondrialen DNA. Die Mutationen im Gen der Polymerase Gamma führen zu multiplen Deletionen der mitochondrialen DNA. Biochemisch ist die Aktivität der Atmungskettenkomplexe I und IV dadurch eingeschränkt.

## Klinische Erscheinungen
MIRAS ist gekennzeichnet durch eine zunehmende Gangstörung, Sprechstörung, abgeschwächte oder aufgehobene Muskeleigenreflexe an den Beinen, gestörtes Vibrationsempfinden, Nystagmus und andere Störungen der Augenbewegungen. Darüber hinaus kann eine Epilepsie auftreten und es kann zu unwillkürlichen Bewegungen und kognitiver Einschränkung kommen.

## Weiterführende Literatur
- M. Milone, R. Massie: Polymerase gamma 1 mutations: clinical correlations. In: The neurologist. Band 16, Nummer 2, März 2010, S. 84–91, ISSN 1074-7931. doi:10.1097/NRL.0b013e3181c78a89, PMID 20220442.
- B. H. Cohen, P. F. Chinnery et al.: POLG-Related Disorders. In: R. A. Pagon, T. D. Bird TD et al.: GeneReviews [Internet-Publikation]. Seattle: University of Washington, 1993- 16. März 2010. PMID 20301791, Volltext frei zugänglich
- J. Finsterer: Mitochondrial ataxias. In: The Canadian journal of neurological sciences. Le journal canadien des sciences neurologiques. Band 36, Nummer 5, September 2009, S. 543–553, ISSN 0317-1671, PMID 19831121, doi:10.1017/s0317167100008027.
- L. A. Bindoff, C. Tzoulis: Defining the Mitochondrial POLG-Related Spinocerebellar Ataxia and Epilepsy in Norway. In: Advances in clinical neuroscience and rehabilitation. Band 11,  Nummer 5, November/Dezember 2011, Volltext frei zugänglich (PDF; 622 kB)
- C. Tzoulis, L. A. Bindoff: The Syndrome of Mitochondrial Spinocerebellar Ataxia and Epilepsy caused by POLG mutations.  Band 9,  Nummer 3, Juli/August 2009, Volltext frei zugänglich (PDF; 209 kB)

## Belege
1. 1 2 3  Carmen Espinós, Vicente Felipo, Francesc Palau: Inherited neuromuscular diseases Springer-Verlag, 2009, ISBN 978-9048128129, S. 270–271
2. 1 2  J. Finsterer: Mitochondrial ataxias. In: The Canadian journal of neurological sciences. Le journal canadien des sciences neurologiques. Band 36, Nummer 5, September 2009, S. 549, ISSN 0317-1671, PMID 19831121, doi:10.1017/s0317167100008027.
3. ↑  POLG. In: Online Mendelian Inheritance in Man. (englisch), letzter Abruf am 22. Februar 2012